# フォレスト (バンド)
フォレスト（Forest）は、1966年にイングランドのリンカンシャー州グリムズビーで結成されたサイケデリック・フォークまたはアシッド・フォークのトリオ。マーティン・ウェルハムとエイドリアン・ウェルハムの兄弟と学校の友人であるデズ・アレンビーで構成され、同時代のウォーターソンズやヤング・トラディションと似たような、無伴奏の伝統的なフォーク・ミュージックの演奏からスタートした。このバンドは、1960年代に始まったアンダーグラウンドのアコースティック・サイケデリック / アシッド・フォーク・シーンの先駆者であり、さまざまなアコースティック楽器を使用して、イギリスの古代の森を想起させる型破りな曲を作曲した。

## 略歴
グループはザ・フォレスターズ・オブ・ウェールズビー（The Foresters of Walesby）という名前で活動を開始し、リンカンシャーのフォーク・クラブで無伴奏のボーカル・ハーモニー・フォークソングを歌い始めた。1968年にウェストミッドランズのバーミンガムに拠点を移した後、名前をフォレストに短縮し、すぐに1960年代半ばのインクレディブル・ストリング・バンドの出現をきっかけに急成長していたサイケデリック/アシッド・フォーク・ムーブメントの中で作曲活動を開始した。彼らはDJジョン・ピールに支持され、BBC Radio 1で数回のセッションを行った。
1969年、ブラックヒル・エンタープライゼスと契約し、EMIの新しい進歩的なレーベル、ハーヴェスト・レコードと契約した最初の波の1つとなった。
アルバム未収録のシングル「Searching for Shadows」が1969年にリリースされ、続いてフォレストのデビュー・アルバムがリリースされた。このアルバムには中世のアコースティックな楽器、対位法のハーモニー、田園的な歌詞のイメージが数多く盛り込まれている。
1年後にリリースされたアルバム『フル・サークル』は、ダークなテーマの曲を織り交ぜた作品で、ネオクラシカルな「Graveyard」や荒涼としたバロック調の「Midnight Hanging of a Runaway Serf」など、彼らのペイガン・フォークにはさまざまなスタイルが取り入れられた。オープニング曲「Hawk The Hawker」は、スチールギター（セッションミュージシャンのゴードン・ハントリーが演奏）が加わってカントリーの雰囲気が漂い、伝統的なフォーク曲「Famine Song」では、バンドは無伴奏の3部ハーモニーのルーツに戻った。両方のゲートフォールド・アルバム・カバーには、アーティストのジョアン・メルヴィルによる印象的で忘れがたいアートワークが採用されている。
デズ・アレンビーは1971年にバンドを脱退し、ウェルハム兄弟はライブ用にデイヴ・パントン（ヴィオラ、オーボエ、サックス）とデイヴ・スタッブス（ベース）を起用した。フォレストが最後に出演したフェスティバルは、1971年にオランダのヘレーンで行われたピンクポップ・フェスティバルで、この年の後半に解散する前、最後のBBCラジオ1セッションを録音した。
フォレストの曲「A Glade Somewhere」は、1970年にハーヴェスト・レコードのサンプラー『Picnic - A Breath of Fresh Air』に収録されている。「Graveyard」は、2004年にキャッスル・レコードから発売されたアシッド・フォークのコンピレーション『Gather in the Mushrooms』に収録され、2006年にリリースされたアルビオン・レコードのコレクション『Strange Folk』には、フォレストのアルバム曲「Fading Light」が収録された。

## レガシー
フォレストの2枚目のアルバム『フル・サークル』は、「ガーディアン」紙が選ぶ死ぬまでに聴くべきアルバム1000枚に選ばれた。
マーティン・ウェルハムは現在、息子のトムとともにサイケ・フォーク・デュオ「The Story」の片割れとなっている。
デズ・アレンビーはイースト・ヨークシャーやその周辺で音楽活動を続けている。

## ディスコグラフィ

### スタジオ・アルバム
- 『フォレスト』 - Forest (1969年、Harvest)
- 『フル・サークル』 - Full Circle (1970年、Harvest)[3]

### ライブ・アルバム
- Concert (1989年、Hablabel)

### シングル
- "Searching for Shadows" / "Mirror of Life" (1969年)